# سیارک ۱۳۹۷۸
سیارک ۱۳۹۷۸ (به انگلیسی: 13978 Hiwasa، نامگذاری:1992JQ) سیزده هزار و نهصد و هفتاد و هشتمین سیارک کشف شده‌است که در ۴ مه ۱۹۹۲ کشف شد.